# Kateřinice (Vsetíni járás)
Kateřinice település Csehországban, Vsetíni járásban. Kateřinice Hošťálková, Rajnochovice, Podolí, Loučka, Ratiboř, Pržno és Mikulůvka településekkel határos. Lakosainak száma 1065 fő (2024. január 1.).

## Népesség
A település lakosságának változását az alábbi diagram mutatja:
| Lakosok száma | 1059 | 1100 | 934  | 987  | 1008 | 919  | 1033 | 1039 | 1038 | 1065 |
|               | 1869 | 1890 | 1921 | 1950 | 1980 | 2001 | 2017 | 2019 | 2022 | 2024 |